# Fusil (arme)
Pour les articles homonymes, voir Fusil.
 (avril 2009).
Si vous disposez d'ouvrages ou d'articles de référence ou si vous connaissez des sites web de qualité traitant du thème abordé ici, merci de compléter l'article en donnant les références utiles à sa vérifiabilité et en les liant à la section « Notes et références ».
Évolution des fusils modernes (de haut en bas) :
1. Un Brown Bess, fusil à silex britannique du début du XIXe siècle ;
2. Un fusil Springfield Model 1861, mousquet rayé du milieu du XIXe siècle ;
3. Un fusil Dreyse, le premier fusil militaire standard à chargement par la culasse ;
4. Un fusil Henry, le premier fusil réussi à chargement par la culasse et à répétition manuelle ;
5. Deux fusils Lebel modèle 1886, l'un vu côté droit, l'autre côté gauche, fusil à verrou de la fin du XIXe siècle et le premier à utiliser de la poudre sans fumée ;
6. Un fusil M1 Garand, fusil semi-automatique du début du XXe siècle et le premier à être adopté comme un modèle militaire standard ;
7. Une AK-47, fusil d'assaut à sélecteur de tir du milieu du XXe siècle, à rechargement par emprunt de gaz et alimenté par un magasin ;
8. Un FAMAS, fusil d'assaut de la fin du XXe siècle, de type bullpup à sélecteur de tir.

Le fusil est un type d'arme à feu pourvu d'un canon long et d'une crosse d'épaule. Leurs déclinaisons utilisées dans le monde civil s'apparentent aux fusils de chasse et aux carabines de chasse.
À l'origine, le terme « fusil » (du latin populaire : focilis [petra], « pierre qui produit du feu ») désignait une petite pièce de métal destinée à produire des étincelles en frappant une pierre de silex, utilisée pour déclencher le tir en mettant le feu à la poudre à canon des arquebuses. En français médiéval, le terme se nomme « foisil », puis au XIIe siècle « fuisil » ou « focil », pour aboutir enfin à la forme « fuzil » et « fusil » que nous connaissons aujourd'hui. Par synecdoque, le terme finit par désigner l'arme tout entière.
On peut distinguer plusieurs types de fusils militaires en fonction du type d'âme de leurs canons, de leur architecture et de leur emploi.

## Confusions
Les termes « fusil » et « carabine » sont très souvent utilisés à mauvais escient : dans le langage militaire, la carabine militaire est une arme d'épaule proche du fusil, présentant néanmoins des dimensions, une puissance et une portée moindres.
D'un autre côté, en ce qui concerne les armes de chasse modernes, le terme « fusil de chasse » est souvent employé pour désigner une arme à un ou plusieurs canons lisses, destinée principalement au tir de cartouches contenant de la grenaille de plomb de différents diamètres selon leur numéro (projectiles sphériques en plomb, acier ou autre métal), alors que la « carabine de chasse » est réservée à toute arme longue à canon(s) rayé(s), destinée au tir de munitions à projectile unique, généralement de forte puissance.
La réalité est simple : un fusil et une carabine sont la même chose. Qu'ils soient à un ou plusieurs canons, rayés ou non, la seule différence entre les deux vient de la longueur du canon. Lorsque cette longueur est inférieure à 56 cm, on parle d'une « carabine ». Lorsqu'elle est supérieure à 56 cm, on parle d'un « fusil ».

## Historique
Les ancêtres du fusil sont la couleuvrine à main, l'arquebuse (fin XVe siècle) et le mousquet (du XVIe au XVIIIe siècle).
Certaines sources font remonter le fusil à l'an 1550, quand apparaissent des armes dont la mise à feu de la poudre est produite par un silex heurtant une pièce de métal appelée batterie. Le mousquet à mèche reste toutefois en usage dans les armées jusqu'à la fin du XVIIe siècle, époque où les progrès techniques rendent le fusil plus fiable.
Après l’invention de la baïonnette à douille par Vauban en 1687, invention permettant le tir baïonnette au canon, le fusil devient une arme polyvalente remplaçant à la fois le mousquet et la pique. Les piquiers et mousquetaires pouvaient être remplacés par un seul type d’infanterie : le fusilier.
Les anglophones ont toutefois conservé pour l’arme d’infanterie l’appellation « musket » jusqu’à l’utilisation de canons rayés. Ils adoptèrent seulement alors l’appellation « rifle » pour désigner le fusil militaire.
En France, le terme « mousqueton » continua à dénommer certaines armes de cavalerie qui n’étaient pas munies d’une baïonnette. Pour les dragons, qui avaient un rôle d’infanterie à cheval et qui étaient équipés d’une baïonnette, on utilisa l’appellation « fusil de dragon ».

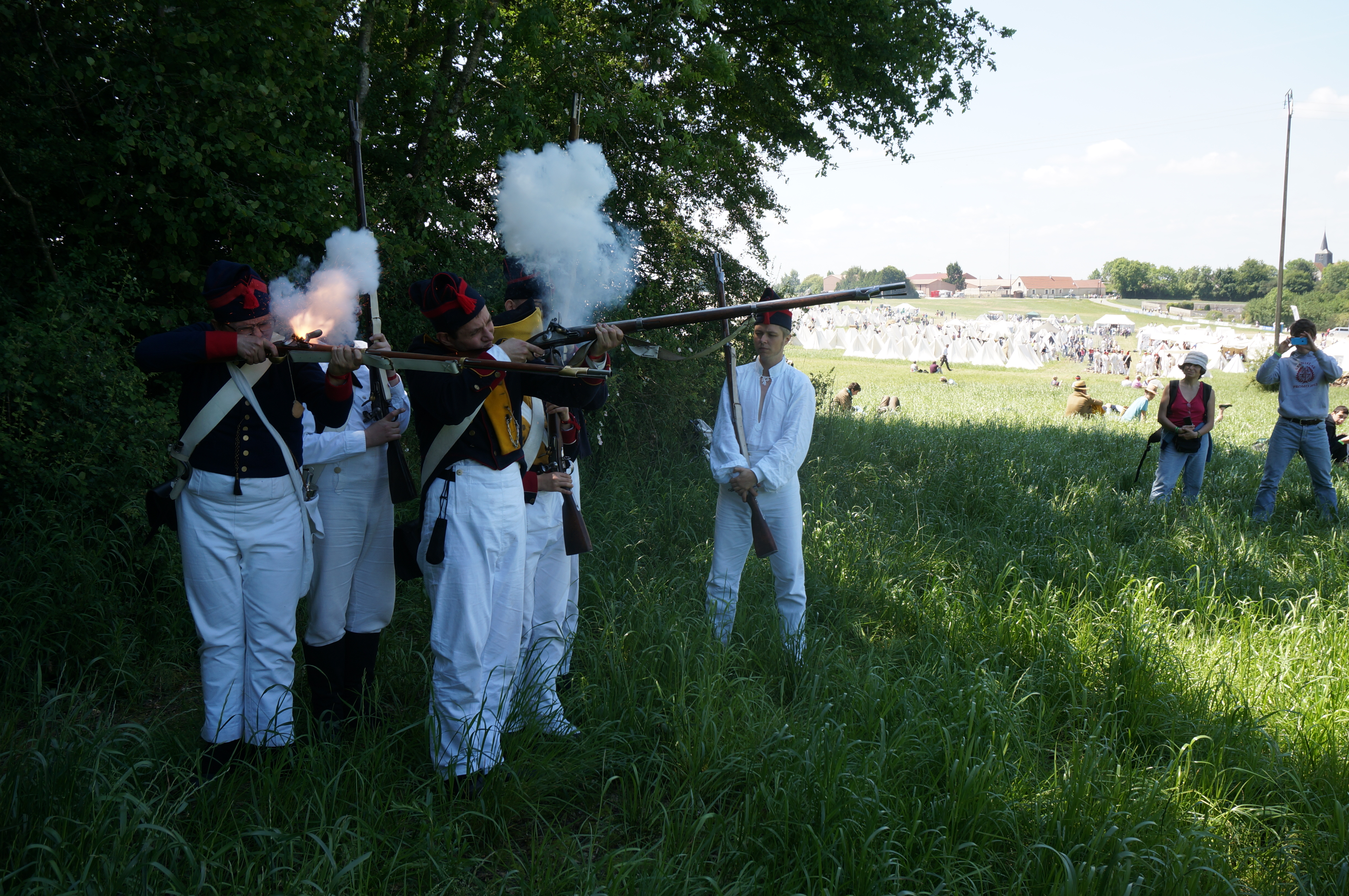
Tir de fusil (modèle 1777 corrigé an IX) des guerres napoléoniennes, lors d'une reconstitution

Pendant presque deux siècles, le fusil à silex fut l'arme de base de l'infanterie. Ce n'est qu'à partir de 1830 qu'il est remplacé par le fusil à capsule de fulminate. Il n'est totalement remplacé en France qu'en 1840. La capsule consiste en un petit chapeau de cuivre contenant une goutte de fulminate de mercure et obturé par de la laque. La capsule apparaît dès 1810 avec une enveloppe en fer ; pour des raisons d'oxydation, le fer sera finalement remplacé par du cuivre. La capsule est placée sur une petite cheminée menant à la chambre de l'arme. En frappant la capsule, le chien provoque l'explosion du fulminate et la mise à feu de la poudre. Pour des raisons économiques, il faudra toutefois encore attendre quelques années pour que ce nouveau fusil se substitue à l'ancien et encore, car, le plus souvent, ce seront des anciennes armes qui seront transformées.
Le progrès suivant, qui apparaît rapidement, sera le chargement par la culasse. Dès 1812, Jean Pauly, armurier suisse installé à Paris, fait breveter un fusil se chargeant par la culasse. L'arme provoquait toutefois des « crachements » vers l'arrière, ce qui pouvait être dangereux pour le tireur. Un de ses disciples, l’Allemand Dreyse parvint à résoudre le problème et dès 1848, les Prussiens disposent du fusil Dreyse qui se caractérise par : verrou, cartouche en carton contenant l'amorce en fulminate en son milieu, percuteur à aiguille traversant la cartouche pour atteindre l'amorce centrale. À la même époque apparaissent aussi de nouvelles baïonnettes ayant la forme d’un sabre court courbé (yatagan). Les fusils à chargement par l'arrière entraînent deux autres améliorations techniques : la cartouche et le canon rayé ainsi qu'une amélioration tactique : la possibilité pour le tireur de rester en position couchée pour recharger son arme. En France, l'adoption du chargement par la culasse n'intervient qu'à partir de 1870 avec les innovations introduites par général Verchère de Reffye.
En 1866, les Français adoptent le fusil Chassepot et transforment le système de chargement des anciens fusils (au chargement par la bouche est substitué un chargement par la culasse). On les a surnommés "fusils à tabatière" car le mécanisme de chargement par la culasse ressemblait à une tabatière.
En 1874, les armuriers ont mis au point la cartouche métallique, c'est-à-dire une munition composée d'une douille contenant la poudre, d'une amorce et d'une balle. Le fusil Chassepot est dès lors transformé (entre autres : alésage de la chambre) et une nouvelle arme apparaît : le fusil Gras.
Dès 1880, le procédé de fabrication de la poudre sans fumée est découvert, ce qui permet de produire des armes plus efficaces et de réduire les calibres.
Tous ces progrès techniques en quelques années amènent l'élaboration des fusils à répétition tels que le Lebel de 1886 et le Mauser de 1888. Un fusil à répétition célèbre avait déjà été mis au point aux États-Unis en 1866 : la Winchester.
Le fusil semi-automatique ne tarde pas à faire son apparition et en 14-18, les fusils-mitrailleurs sont alimentés par chargeurs et les mitrailleuses se multiplient.

## Type d'âme du canon

### Canon à âme lisse

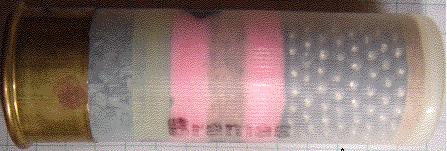
Calibre 12. Plombs no 8 d'une cartouche d'un fusil de chasse.

L'âme (paroi interne) du canon de tous les plus anciens fusils était lisse. Par la suite et à présent seuls les fusils de chasse destinés à tirer des plombs de chasse, c'est-à-dire des projectiles multiples placés dans la même munition donc simultanément tirés au moyen d'un seul canon, ont conservé une âme lisse puisque les rayures n'ont aucun effet sur une gerbe de plombs. Ces fusils de chasse à âme lisse ont également été employés militairement, d'abord par des armées non régulières possédant peu de matériel, puis à partir de la Première Guerre mondiale pour des applications à courte portée où le pouvoir d'arrêt et le temps de réaction sont des facteurs importants.
En effet, le diamètre de la gerbe de plomb d'une telle arme augmente à mesure de sa progression, ce qui maximise la probabilité de toucher une cible en mouvement même après un temps de visée très court. La portée utile de ces fusils de chasse, de fort calibre, ne dépasse guère 50 mètres. De nombreuses munitions sont disponibles, intégrant des grains sphériques de plomb (ou d'acier pour le tir "au marais", la dispersion de plomb dans l'eau étant désormais interdite) d'un diamètre plus ou moins grand selon un numéro conventionnel.

#### Choke(rétreint)
Afin d'assurer une concentration plus ou moins prononcée de la gerbe ces fusils de chasse sont généralement resserrés à la gueule du canon. L'anglicisme choke désigne les degrés de rétreint (étranglement). Choke ou full choke pour un étranglement maximal, 3/4 choke, 1/2 choke, 1/4 choke, ou lisse.
Il existe, essentiellement pour les groupes d'intervention, des rétreints qui modifient la forme de la gerbe. Plutôt que de simplement jouer sur la dimension d'une gerbe circulaire d'un diamètre plus ou moins important, ils aplatissent la forme de la gerbe qui prend alors une forme ovale. En fonction des applications, la gerbe peut-être aplatie sur le plan horizontal pour maximiser les chances de toucher une cible ou sur le plan vertical pour minimiser le risque de toucher autre chose que la cible visée.

#### Balle

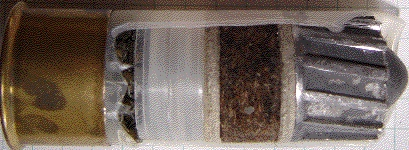
Balle Brenneke calibre 12, d'une cartouche d'un fusil de chasse.

Des cartouches contenant une balle unique, d'un type bien spécifique, peuvent également être employées dans un fusil à canon lisse. Initialement, destinées à chasser du gros gibier comme le sanglier, elles permettent notamment de faire sauter une serrure.
La balle est munie d'un dispositif améliorant la stabilité de sa trajectoire, le plus souvent des ailettes lui conférant une rotation que le canon lisse ne peut lui imprimer. Ce type de balle ne peut être tiré d'un canon présentant un choke. Il existe cependant des balles pouvant être tirées dans un canon choké, elles sont alors sous-calibrées et enrobées d'un étui plastique capable de se comprimer au passage du choke (type Brenneke S ou Sauvestre, par exemple).

### Canon à âme rayée
Les fusils tirant une balle unique offrent une meilleure précision et portée. Des rayures en spirale gravées à l'intérieur du canon calent le projectile durant sa course dans le canon (balistique intérieure) à distance égale des parois de l'âme afin de réduire le soufflage. Elles lui impriment également un mouvement de rotation assurant ensuite à l'air libre une trajectoire plus stable en réduisant la dérive occasionnée par la surpression des gaz sur un éventuel balourd. On trouve des rayures sur toutes les armes à feu contemporaines tirant une balle unique. Elles ne sont pas faites au hasard et leur pas (nombre de tour pour une longueur donnée ou longueur d'un unique tour) doit correspondre à un type de munition donné, dans les cas extrêmes à un type de balle et de charge. Une arme tirant une munition trop inadaptée à ses rayures présentera une précision dégradée voire également une usure accélérée.

## Type d'architecture

### Fusil à chargement par la bouche

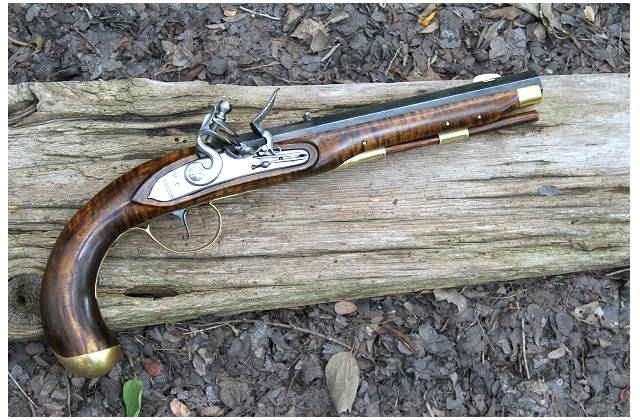
Un pistolet à chargement par la bouche.

Les premiers fusils étaient chargés par la bouche, où la poudre noire était tout d'abord versée puis tassée. La balle était ensuite introduite dans le canon, parfois précédée d'un calepin destiné à améliorer l'étanchéité, donc à réduire la déperdition de gaz. Des cartouches en papier contenant la poudre et la balle furent développées pour faciliter le rechargement. Le soldat devait la déchirer avec ses dents pour recharger son fusil. L'apparition ultérieure de la cartouche métallique facilita et accéléra le chargement, et laissa la place dans le domaine militaire aux fusils à verrou.
Nul ne produit plus de fusil à chargement par la bouche, hormis quelques fabricants de répliques d'armes anciennes. Des études récentes pourraient toutefois remettre cette architecture au goût du jour, grâce à des munitions sans étui amorcées électriquement.

### Fusil à canon basculant
Il s'agit d'un système de rechargement particulièrement simple où l'ensemble du (ou des) canon(s) se désolidarise de la culasse et de la platine du système de percussion en basculant d'un bloc vers l'avant, selon un axe perpendiculaire au plan de l'arme. Chaque canon accueille une cartouche dont l'étui vide peut ou non être extrait voire éjecté lors du basculement. Le tireur place ensuite une cartouche dans le canon et referme l'arme, armant ainsi le mécanisme de percussion.
Cette architecture est celle de nombreux fusils de chasse à âme lisse munis de deux canons juxtaposés ou superposés. Certains modèles rares dits drilling possèdent en plus un troisième canon rayé de calibre conventionnel. Cette architecture est particulièrement rare dans le domaine militaire et se retrouvait essentiellement dans les armées peu équipées utilisant des armes de chasse, mais elle eut un certain succès pour des chasses au gros gibier (fauves et grands herbivores) à l'époque coloniale.

### Fusil à répétition manuelle
Des armes à répétition manuelle sont apparues vers le milieu du XIXe siècle. Avec ce type d'arme, le rechargement est effectué par une action manuelle effectuée sur une commande quelconque. Certains de ces systèmes perdurent.

#### Fusil à levier

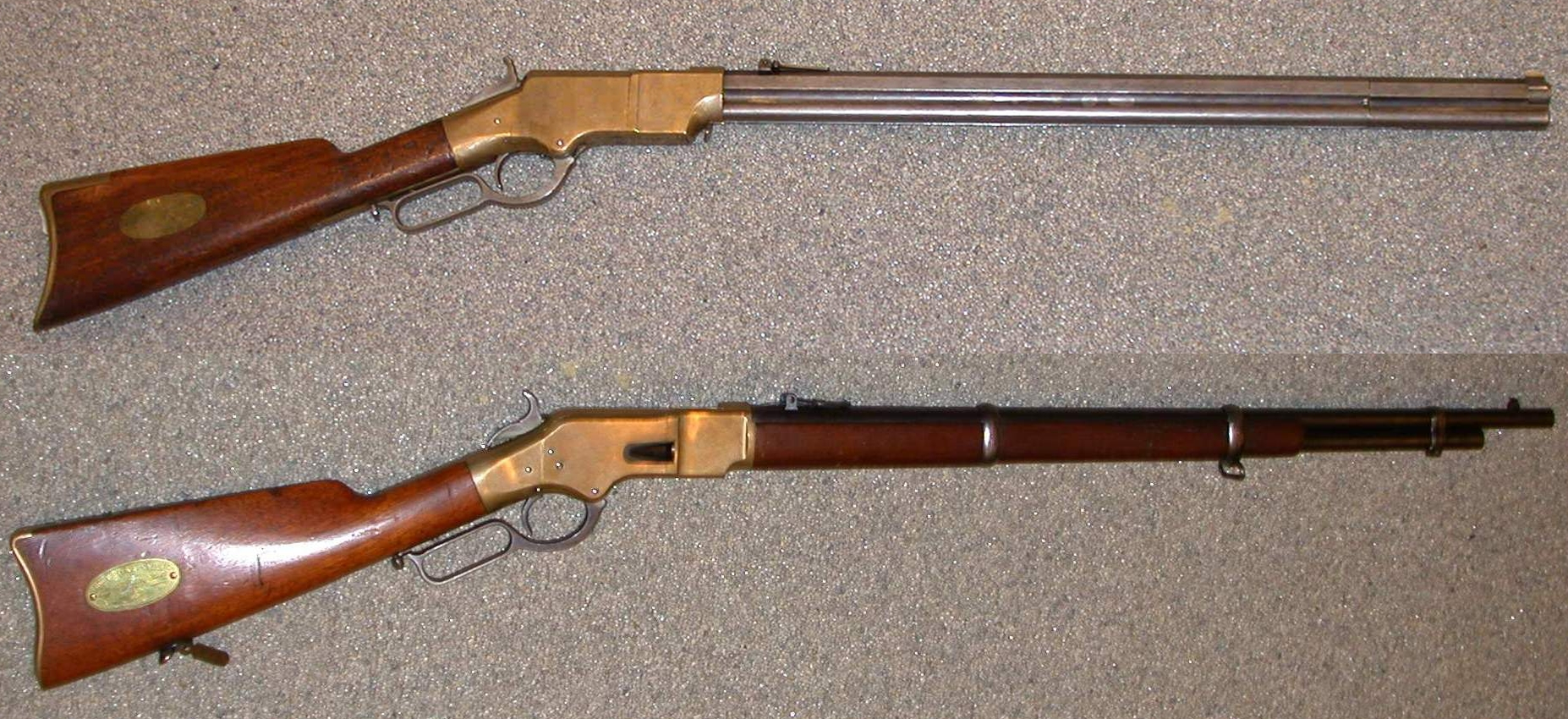
Au-dessus un fusil Henry ; en dessous, un fusil d'infanterie Winchester modèle 1866 avec la portière de chargement Kings Improvement.

Dans un premier temps, des armes équipées d'un levier placé derrière la détente ont été développées.
Le premier système de ce type fut le Volition Repeating Rifle, à levier basculant, inventé aux États-Unis en 1848 par Walter Hunt. Ce système sera adapté plus tard au pistolet Volcanic (1855), au fusil Henry (1860) et à une très célèbre série de carabines à répétition de la société Winchester (modèles 1866, 1873, 1876, 1886, 1892, 1894 etc.). Le fusil Henry (Henry Rifle, en anglais) nécessitait d'actionner le levier puis d'armer le chien.
Des systèmes exécutant les deux opérations en un seul mouvement furent ensuite diffusés, le plus célèbre est celui de la Winchester, visible dans de nombreux westerns (dont Winchester '73, qui rend pleinement hommage au modèle de l'année 1873). Leur magasin tubulaire (sous le canon) leur interdit de tirer la plupart des munitions de fusil dont la balle à ogive pointue, qui serait en contact avec l'amorce de la munition suivante donc pourrait la percuter lors d'un choc. Ces armes n'étaient pas à proprement parler des fusils car, plus légères et moins puissantes, elles répondent à la dénomination de carabine.
Des carabines à levier de sous-garde sont toujours vendues mais ne connaissent plus qu'une diffusion anecdotique. Ce type d'arme, bien qu'ayant une puissance de feu moindre qu'un fusil, connurent un usage militaire significatif au sein des unités de cavalerie des États-Unis, mais aussi parfois des cavaleries européennes : la cavalerie française fut équipée de carabines Winchester 66, sans grand succès du fait d'une doctrine d'emploi inadaptée.

#### Fusil à verrou

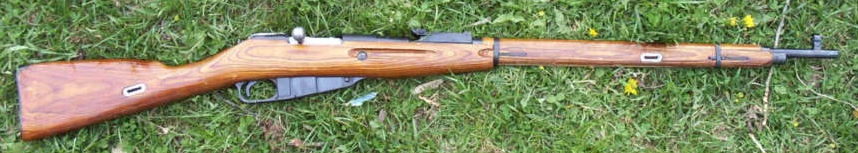
Fusil Mosin-Nagant 1891/30.

Les fusils à verrou apparurent vers le milieu du XIXe siècle et s'imposèrent progressivement dans les armées. Dans ce type d'arme, la culasse peut être ouverte et refermée comme un verrou en actionnant un levier dont elle est solidaire. Cette action éjecte l'étui, recharge l'arme et réarme son mécanisme de percussion. Le système est à la fois d'un fonctionnement simple donc facile à réaliser, compact, robuste et peu enclin à s'encrasser. Le verrouillage de la culasse étant particulièrement solide et placé dans le plan du canon, l'arme bénéficie généralement d'une bonne précision. La majorité des fusils à culasse à verrou comprennent un chargeur de faible capacité. Cette architecture s'imposa à la fin du XIXe siècle dans les armées du monde. La plupart des armées étaient équipées de ce type d'architecture durant la Seconde Guerre mondiale, on la retrouve encore utilisée pour les fusils de précision. L'emploi du mot verrou dans ce terme est un héritage et n'implique pas que les culasses d'autres types en soient dépourvues.

#### Fusil à pompe

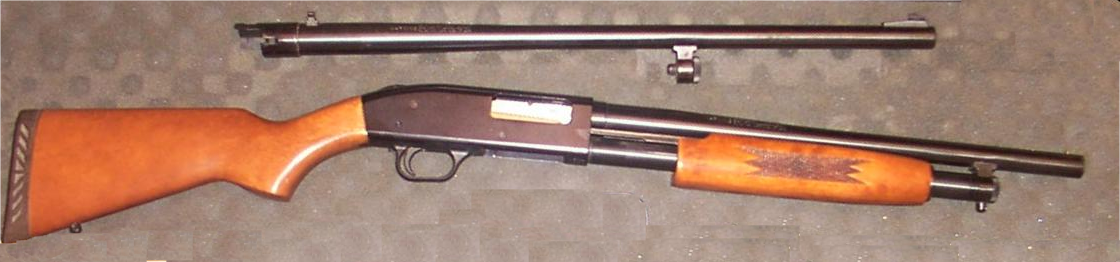
Fusil à pompe Mossberg 500.

Apparu à la fin du XIXe siècle et toujours utilisé, le fusil à pompe se remet en ordre de tir en imprimant un mouvement de va-et-vient à la garde avant de l'arme, placée sur un rail monté sous le canon. Ce système est plus pratique que le levier de sous-garde car il permet au tireur de recharger l'arme en la gardant épaulée et sans déplacer sa main forte. Les cartouches sont rangées en file indienne dans un magasin tubulaire ; leur tête doit ne pas risquer de percuter l'amorce de la cartouche précédente, et pour cela sera plate, convexe etc. Le canon est généralement à âme lisse mais il existe également des carabines à pompe.
L'usage militaire de cette arme, nommée alors fusil de combat, se justifie dans les contextes où les engagements se font à courte portée et nécessitent un temps de réaction minimal et un pouvoir d'arrêt important.
Elle est également utilisée par les groupes d'intervention de la police (SWAT, GIGN, GSG9...)
Le premier brevet de fusil à pompe fut déposé en 1888 aux États-Unis par John et Matthew Browning et fut fabriqué à partir de 1890 par la société Winchester. D'autres modèles de fusil à pompe vinrent par la suite au sein de la société Winchester (modèle 1893, modèle 1897...) mais aussi plus tard par d'autres sociétés qui, jusqu'à nos jours et sans interruption, ont développé et développent encore leurs propres modèles.

### Fusil à répétition

#### Fusil semi-automatique

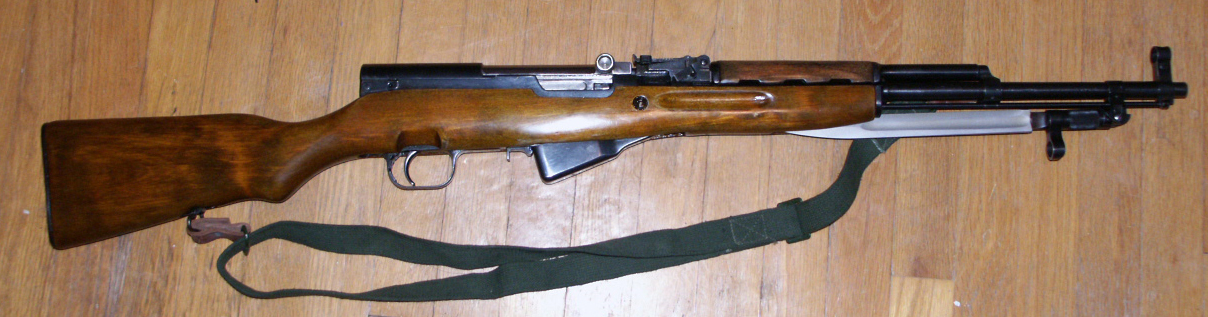
Le SKS, un célèbre fusil semi-automatique soviétique.

Les militaires cherchèrent longtemps à produire un fusil dont le rechargement soit opéré automatiquement de sorte que l'arme tire sans exiger d'autre action qu'une pression sur la queue de détente. Pour cela certains tentèrent d'employer une part de l'énergie de la première cartouche tirée. Les premiers modèles d'armes semi-automatiques apparurent à la fin du XIXe siècle mais ne se sont réellement répandus dans les armées qu'après 1930. Ils augmentaient considérablement la cadence de tir. Leur utilisation est tombée en désuétude dans le courant des années 1950 avec l'imposition progressive du fusil d'assaut (quant à lui, capable de tir automatique) comme arme standard d'infanterie. Inventé en Allemagne vers 1943 et mis en service en 1944 (Sturmgewehr 44) pour une munition équivalente à celle d'un fusil, le fusil d'assaut actuel tire une munition de puissance intermédiaire entre celles du pistolet et du fusil. Par ailleurs les fusils d'assaut actuels peuvent toujours être utilisés indistinctement en mode automatique ou semi-automatique, une commande dite « sélecteur » permettant de basculer d'un mode de tir à l'autre.

#### Fusil automatique

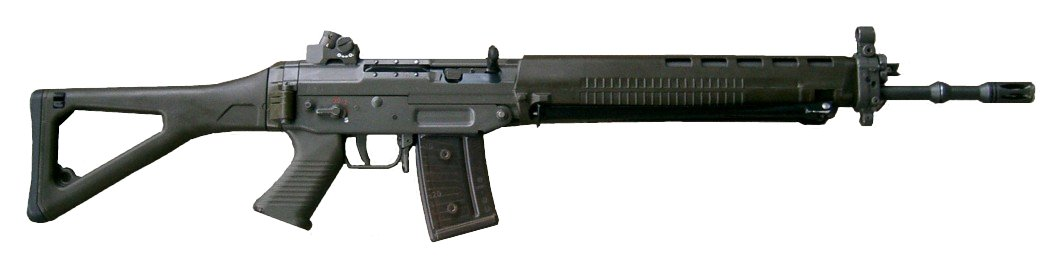
Les fusils d'assaut, comme ce SIG-550 ou Fass 90 de l'armée suisse, sont capables de tir automatique. Certains offrent de surcroit le tir contrôlé (courte mais très rapide rafale, le plus souvent de trois coups) ou semi-automatique.

Le premier fusil automatique de dotation est apparu durant la Première Guerre mondiale sous l'intitulé « fusil-mitrailleur ». Pesant (7 à 8 kg) et encombrant, il tenait du fusil conventionnel, dont il tirait la munition, mais également de la mitrailleuse, puisqu'il tirait par rafales. Le fusil-mitrailleur tomba en désuétude en faveur de la mitrailleuse légère, plus puissante, complétée par le fusil d'assaut, moins lourd, plus rapidement mis en action et capable, lui, de basculer d'un mode de tir semi-automatique, au coup par coup, à un mode de tir automatique, par rafales. Les premiers fusils d'assaut furent les fusils allemands « Sturmgewehr » (littéralement, en allemand, « fusil d'assaut ») des années 1943 (Sturmgewehr 43), 1944 (Sturmgewehr 44) et 1945 (Sturmgewehr 45).

## Type d'usage

### Fusil de tir de précision

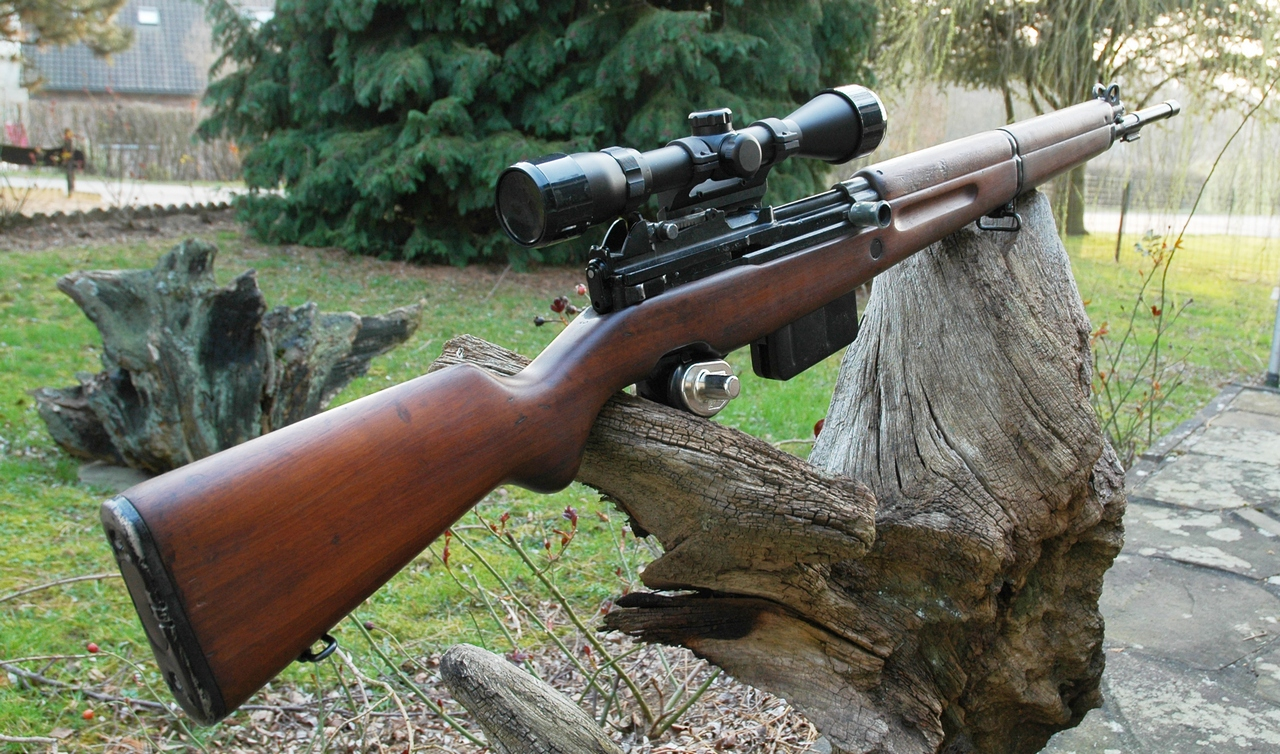
Fusil SAFN 1949 en calibre .30-06 Springfield de 1951, un fusil de précision.

Il s'agit le plus souvent de modèles équipés d'une lunette optique qui permet de distinguer sa cible à longue distance.

### Fusil «de combat»
Un fusil de combat (en anglais combat shotgun) est une arme longue à canon lisse destinée à des opérations de police ou au combat rapproché chez les militaires. Il existe dans cette catégorie des fusils à pompe ou semi-automatique.
Il tire des cartouches contenant le plus souvent de la chevrotine de différentes tailles ou plus rarement une balle. Afin de concentrer la gerbe de plomb, le canon est souvent resserré à la gueule. Cette caractéristique est appelée choke, un anglicisme désignant l'étranglement : sans choke, 1/4 de choke, 1/2 de choke, 3/4 de choke ou choke. Les unités spéciales peuvent employer des rétreints modifiant la forme de la gerbe, soit en l'aplatissant horizontalement pour maximiser les chances de toucher la cible, soit verticalement pour limiter le risque de toucher autre chose que la cible visée.
L'US Army adopta à la fin du XIXe siècle le premier fusil de combat moderne à répétition. Le baptême du feu des FC eut lieu aux Philippines contre les Moros.
Les modèles les plus utilisés au début du XXIe siècle sont fabriqués aux États-Unis et en Italie.

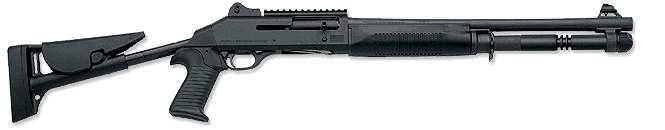
Le Benelli M4 Super 90, un exemple de fusil à âme lisse destiné au combat.
Son mécanisme permet la répétition semi-automatique et manuelle à pompe pour s'adapter à toutes les puissances de munitions ainsi que pour faire face aux incidents de tir.

Lorsque la portée nécessaire ne dépasse pas une trentaine de mètres, donc en particulier dans des locaux, certains soldats et policiers emploient parfois des fusils à canons lisses sans choke car :
- l'aire décrite par les plombs d'une gerbe de chevrotine augmente significativement après environ 3 mètres de vol, et avec elle la probabilité d'impact en cas de visée rapide donc approximative ;
- des impacts multiples simultanés renforcent l'effet vulnérant ;
- la portée pratique demeure limitée car l'énergie résiduelle décroît vite tandis que la dispersion augmente, réduisant la probabilité d'impact utile ;
- la nature des plombs n'induit guère de mise en danger de tiers par des ricochets ou par sur-pénétration de parois. Une balle, surtout blindée, tend à ricocher ou à franchir les parois intérieures (surtout non porteuses donc souvent constituées de plâtre), tandis qu'un plomb s'y écrase plus souvent ;
- le fusil est polyvalent car tire, si nécessaire, des munitions spéciales :
  - à projectile(s) non létal, par exemple en caoutchouc dur ;
  - capable de briser une serrure ou un cadenas, donc d'ouvrir une porte lors d'un assaut.

De nombreuses armées et polices emploient ces fusils parce qu'ils sont quasiment identiques aux modèles utilisés pour la chasse par les civils, donc que de nombreux enrôlés les connaissent, ce qui réduit le coût de leur formation. Par ailleurs les armes, pièces et munitions coûtent moins cher que les modèles spécialement mis au point pour les besoins des policiers (dits riotgun pour « fusil anti-émeutes ») et des militaires (dits trench gun pour « fusil de tranchée »).
Des modèles capables de tir automatique augmentant la saturation (donc la probabilité d'atteindre la cible ou en tous cas de gêner sa riposte) existent, et ce depuis l'époque de la guerre du Viêt Nam où il s'agissait de modèles « civils » modifiés pour permettre à l'utilisateur de tirer en rafales. Cependant quelques problèmes de fiabilité (liés à l'intrusion dans le mécanisme de sable, de poussière ou de boue, ainsi qu'à la chaleur dégagée par le tir automatique qui pouvait faire fondre le plastique des cartouches) firent que bien souvent nombreux furent les membres des forces spéciales américaines à leur préférer des modèles fonctionnant en semi-automatique uniquement. À titre d'exemple, un SEAL agissant en tant que point man (envoyé seul à l'avant de l'escouade afin de détecter les embuscades) essaya d'emporter un de ces fusils modifiés pour le tir automatique mais le remplaça, après un enrayage subi lors d'une embuscade, par un modèle à pompe.[réf. nécessaire]
Les fusils de combat les plus récents spécifiquement destinés à fonctionner en mode automatique et semi-automatique n'ont plus ces problèmes de fiabilité, mais sont plus encombrants. Alimentés par boîtiers-chargeurs, ils offrent une puissance de feu supérieure à celle des modèles à chargeur tubulaire. Leur masse élevée réduit le recul mais le tir automatique doit néanmoins se faire par courtes rafales afin de limiter le relèvement du canon.